# EG Andromedae
Désignations
EG Andromedae (en abrégé EG And) est une binaire symbiotique de la constellation d'Andromède. Sa magnitude apparente varie entre 6,97 et 7,80.

## Système
Le système d'EG Andromedae héberge une naine blanche et une étoile géante évoluée, avec une période orbitale de 482 jours et demi. L'étoile géante perd de sa masse à cause de son vent stellaire à un taux supérieur à 10-6 M☉/an, et la naine blanche accrète une fraction de cette masse sans former un disque d'accrétion. La naine blanche elle-même pourrait émettre un vent chaud qui interagit avec le vent plus froid de l'étoile géante, en plus d'induire la photoionisation de cette dernière. Les observations en rayons X, cependant, n'ont pas réussi à détecter l'émission provenant de vents en collision, mais ont établi la nature non magnétique de la naine blanche et ont estimé son taux d'accrétion de 1 à 10-6 M☉/an.
L'étoile géante ne remplit pas son lobe de Roche, mais il y a encore de grandes incertitudes sur sa masse et son rayon. Même les paramètres de la naine blanche ne sont strictement contraints, mais les modèles disponibles peuvent donner des limites inférieures et supérieures.

## Spectre
Le type spectral d'EG Andromedae est M2IIIep, celle d'une étoile géante froide avec un spectre particulier et de fortes raies spectrales. La naine blanche contamine le spectre de l'étoile géante, photoionise le vent stellaire, ce qui donne lieu aux particularités spectrales. Les raies spectrales (série de Balmer), ainsi que celles de l'oxyde de titane(II) et du calcium, changent de phase avec l'orbite.
La naine blanche est mieux étudiée dans l'ultraviolet, où les espèces hautement ionisées en soufre, oxygène, azote, carbone et phosphore peuvent également être identifiées avec leurs raies d'absorption ou d'émission.
L'observation en rayons X de l'EG Andromedae a détecté un plasma chaud (température de 3 keV) qui est probablement situé dans la couche limite externe de la naine blanche, sans aucune contribution d'un disque d'accrétion.

## Variabilité
À ce jour, aucune explosion n'a été observée d'EG Andromedae. La variabilité observée est bien décrite par les deux composants qui s'éclipsent l'un après l'autre au cours de l'orbite. Cependant, il existe des preuves que l'étoile géante et le flux de vent ont une variation intrinsèque.